# ژنبیتسه
ژنبیتسه (لهستانی: Ziębice؛ تلفظ لهستانی: [ʑɛnˈbit͡sɛ]) یک شهر در لهستان است که در گمینا ژنبیتسه واقع شده‌است.
ژنبیتسه ۱۵٫۰۷ کیلومتر مربع مساحت و ۸٬۷۰۸ نفر جمعیت دارد.